# Nơi sinh
Nơi sinh là nơi một người chào đời, thường ghi trong giấy tờ để xác định danh tính. Cách ghi nơi sinh khác nhau tùy quốc gia, nhưng thường là thành phố hoặc quốc gia. Nếu ghi trên hộ chiếu, nơi sinh là quốc gia hiện có chủ quyền, dù thời điểm sinh khác. Nơi sinh có thể khác nơi cha mẹ sống, ví dụ như sinh ở bệnh viện.
Một số quốc gia ít chú trọng nơi sinh thực tế, như Thụy Điển dùng nơi cư trú của mẹ, Thụy Sĩ ghi quê cha mẹ thay vì nơi sinh. Ở Mỹ, nơi sinh quyết định quốc tịch (jus soli), còn các nước khác dựa vào quốc tịch cha mẹ (jus sanguinis).
Khi khai "quốc gia nơi sinh", cần rõ là nơi sinh hay quốc tịch. Công dân Mỹ sinh ở nước ngoài sẽ có quốc tịch Mỹ nhưng nơi sinh ở nước ngoài.